# Sergitsi
Die unbewohnte griechische Insel Sergitsi (griechisch Σεργίτσι (n. sg.) auch Sideritis (Σιδερίτης)) ist nördlich der Insel Limnos gelegen. Die kürzeste Entfernung zum Kap Agrilia (Ακρωτήριο Αγριλιά) beträgt etwa 1,3 km. Verwaltungstechnisch gehört Sergitsi zum Dorf Katalakko des Gemeindebezirks Atsiki.

## Geschichte
In der Antike war die Insel unter dem Namen Sideritēs (Σιδερίτης) bekannt. 1284 gehörte Sergitsi zum Gut des Klosters Gomati in der gleichnamigen Bucht auf Limnos. Der damalige Name Sergitzi (Σεργίτζη) bezieht sich auf den Namen eines ehemaligen Eigentümers. Zu Beginn des 15. Jahrhunderts gehörte die Insel dem Gouverneur von Limnos und wechselt 1448 in den Besitz des Klosters Megisti Lavra auf dem Berg Athos.
In einer Karte des italienischen Reisenden Cristoforo Buondelmonti aus dem Jahr 1418 ist die Insel ohne Namen dargestellt. Der türkische Kartograph Piri Reis stellte die Insel in zwei Karten aus den Jahren 1521 und 1540 mit den Namen Köpek Adasi (Σκυλονήσι ‚Hundeinsel‘) und als Ğezìre-i-Kelb (Sideritis) dar.

## Naturschutz
Die Insel ist Teil des Natura 2000 Gebiet GR 4110008, Limnos – Inseln und Felseninseln (Νησίδες & Βραχονησίδες νήσου Λήμνου (Σεργίτσι-Διαβάτες-Κομπιο-Καστριά-Τηγάνι-Καρβαλάς-Πρασονήσι)) und wurde wegen des Vorkommens von Eleonorenfalken und Korallenmöwen zusammen mit einigen kleineren Felseninseln von der Vogelschutzorganisation BirdLife International als Important Bird Area GR 131 Rocky Islets of Limnos Island (Βραχονησίδες Νήσου Λήμνου) eingestuft.

## Karte
- 213 Lemnos / Aghios Efstratios, 1:50.000 (Karte). Road Editions, 2006, ISBN 960-8481-93-7 (griechisch).